# Xanthomonas
Xanthomonas é um gênero de Proteobacteria, que podem causar doenças em plantas.